# Lycopodium pullei
Lycopodium pullei är en lummerväxtart som beskrevs av Cornelis Rugier Willem Karel van Alderwerelt van Rosenburgh. Lycopodium pullei ingår i släktet lumrar, och familjen lummerväxter. Inga underarter finns listade i Catalogue of Life.